# 27. Klavierkonzert (Mozart)
Das 27. Klavierkonzert in B-Dur KV 595 ist das letzte Klavierkonzert von Wolfgang Amadeus Mozart. Einer abweichenden Zählung zufolge, in der nur die reinen und vollständig von Mozart stammenden Klavierkonzerte berücksichtigt werden, ist es das 21. Konzert.

## Entstehung
Mozart begann das Konzert schon 1788 in Particell-Form niederzuschreiben, ließ es dann aber drei Jahre liegen. Am 5. Januar 1791 beendete er es und trug es in sein eigenhändiges Werkverzeichnis ein. Am 4. März 1791 wurde es bei einer Akademie des Klarinetten-Virtuosen Johann Joseph Beer im Konzertsaal des Hoftraiteurs Ignaz Jahn in der Himmelpfortgasse erstmals aufgeführt, den Solopart spielte Mozart selbst.
Briefe aus dem Winter 1788/89 an seinen Freund und Logenbruder Michael Puchberg, in denen er um Geld bittet, belegen seine finanziellen Nöte in jener Zeit. Als Solist war er in seinen letzten Lebensjahren kaum mehr gefragt, dieses Konzert war sein letzter öffentlicher Auftritt dieser Art.

## Musik

### 1. Satz: Allegro
Der Hauptsatz beginnt mit einem lyrischen Thema, was für die Kopfsätze in Mozarts Klavierkonzerten ungewöhnlich ist. Die wiegende Begleitung der tiefen Streicher wird kurz von Unisonoeinwürfen unterbrochen. Ungewöhnlich schnell schließt sich nach 16 Takten bereits das zweite Thema an. Ein ähnliches drittes Thema folgt, wie Mozart dies schon in einigen vorherigen Konzerten geschrieben hatte. Ein langer Nachsatz mit einer ausführlichen und lyrischen Binnen-Coda beendet die Orchesterexposition. Das Soloklavier setzt anschließend, ohne eigenen Eingang, mit dem variierten ersten Thema ein. Die Überleitung zum zweiten Thema wendet sich nach Moll und bringt neue Themen. Die Durchführung dieses Satz ist bemerkenswert; kein Konzertsatz Mozarts bringt so viele und teilweise ungewöhnliche Modulationen auf engstem Raum mit sich. Die in F-Dur einsetzende Durchführung ist nach neun Takten bereits bei h-Moll angekommen und streift anschließend C-Dur, c-Moll, Es-Dur, es-Moll, Ces-Dur, As-Dur, f-Moll, g-Moll. Mit Sequenzierungen und enharmonischen Verwechslungen wird schließlich B-Dur erreicht. Es folgt eine relativ regelkonforme Reprise. Im Nachsatz erfolgt ein markanter Einsatz des Fagotts, gefolgt von einer harmonischen Wendung, die auf Chopin weist. Die ausführliche Solokadenz verarbeitet virtuos das Hauptthema. Der Satz endet im Mezzopiano.

### 2. Satz: Larghetto
Der liedhafte gehaltene Satz des Larghetto greift auf die Klangwelt der Zauberflöte vor. Die Melodie des Soloklaviers wird im ständigen Wechselspiel vom Orchester aufgenommen. Eine Wendung nach Moll führt zu einem Höhepunkt, aus dem das Klavier in einem zweiten Teil des Satzes eine neue einfache Liedmelodie entwickelt. Wie im ersten Satz folgt ein stark modulierender Teil, der zum dritten Teil des Satzes überleitet, im Wesentlichen eine Wiederholung des ersten Teils. Einige Motive erfahren deutliche Erweiterungen; am markantesten wird der dramatische Höhepunkt aufgegriffen und erweitert. Hier übernimmt nun auch das Klavier das Motiv des Orchesters. Die Coda schließt sich direkt an und beendet den Satz mit einigen einfachen Schlusswendungen, die gemeinsam von Soloklavier und Orchester gespielt werden.

### 3. Satz: Rondo, Allegro
Das Refrainthema des abschließenden Rondos verwendete Mozart kurz darauf für das Frühlingslied Sehnsucht nach dem Frühlinge (Komm, lieber Mai, und mache). Die tänzerische 6/8-Takt-Melodie stellt im Wesentlichen das thematische Material dar, mit dem Mozart hier sparsam umgeht. Auch in diesem Rondo besteht der Refrain aus zwei Themen. Das zweite, das dem Charakter des ersten ähnelt, wird kurz darauf ebenfalls vom Klavier vorgestellt. Die Überleitung zum ersten Couplet enthält ein Scheinthema, das jedoch zum Hauptthema gehört. Es dreht die tänzerische Melodie kurzzeitig nach Moll und endet mit einem virtuosen Eingang des Soloklaviers. Wieder verbindet Mozart hier Rondoform mit Sonatensatzform.
Anstelle eines zweiten Couplets folgt eine Durchführung, die schnell von einem virtuosen Eingang unterbrochen wird. Es folgt die Wiederholung des Refrains, von der aus eine neue Überleitung zur Wiederholung des Couplets führt. Eine Besonderheit des Satzes ist die ungewöhnliche Stellung der Solokadenz, nach der noch fast ein Viertel des gesamten Finales folgt; sie ist virtuos und großräumig angelegt. Es schließt sich die letzte Wiederholung des Refrains und eine ungewöhnlich lange Coda an. Ein kräftiger Unisonolauf des Orchesters beendet das Konzert mit einigen optimistischen Akkorden.

## Stellenwert
Das 27. Klavierkonzert stellt in mancher Hinsicht das reifste Werk Mozarts dieser Gattung dar. Von der Besetzung her zählt es zu den kammermusikalisch orchestrierten Klavierkonzerten, ähnlich wie beispielsweise das 14. Konzert KV 449. Formal weist das Konzert eher auf frühe Werke vor dem 13. Klavierkonzert hin. Die Vielfalt der Themen ist eingegrenzt und der Solopart weit weniger virtuos und ausgeschmückt als in einigen zurückliegenden Werken, auch hält sich Mozart mit strukturellen Neuerungen zurück. Dennoch enthält auch dieses Werk Eigentümlichkeiten und Neuerungen, die beweisen, dass Mozart bis zum Schluss auf der Suche nach neuen Gestaltungsmöglichkeiten war. So meldet sich das Klavier unüblicherweise auch nach der Solokadenz im ersten Satz noch ausführlich zu Wort. Die Durchführung des Hauptsatzes ist von einer nie dagewesenen Dichte an Modulationen und einer geistreichen Verarbeitung des Themas gekennzeichnet. Im dritten Satz verbindet Mozart lyrische Kantabilität mit der Rondoform und sparsamen thematischen Mitteln. Auch liegt in diesem Werk eine ähnliche künstlerische Gesamtkonzeption vor wie beispielsweise im 20. Klavierkonzert KV 466; so enthält bereits der Kopfsatz das Material des zweiten Themas des Mittelsatzes. Dies ist ein Konzept, das in die Zukunft weist und von Beethoven weiter perfektioniert wird. Zum Kopf- und Finalsatz sind Mozarts eigene Solo-Kadenzen überliefert.
Die besondere Reife und Ausnahmestellung des Werkes ist jedoch von inhaltlicher Natur. Ein schwermütiger Zug liegt über dem Werk, obwohl es meist in Dur notiert ist. Eine schwebende Metrik trägt zu diesem Eindruck bei, ebenso die vorwiegend lyrischen Themen wie das Hauptthema des ersten Satzes. Es nimmt das Finalrondo auf und ist die Melodie des wenige Tage nach dem Klavierkonzert komponierten Liedes Sehnsucht nach dem Frühling. Das ganze Werk weist mit dieser Thematik stark in die zukünftige Epoche der Romantik.